# Fear Inoculum
Fear Inoculum peti je studijski album američkog rock sastava Tool. Diskografske kuće Tool Dissectional, Volcano Entertainment i RCA Records objavile su ga 30. kolovoza 2019. godine. Prvi je uradak grupe u trinaest godina jer su njezini članovi od objave 10,000 Daysa naišli na razne kreativne, intimne i legalne poteškoće. Dobio je pohvale kritičara; recenzenti su se uglavnom složili oko toga da je sastav uspješno preradio svoj već uhodan glazbeni stil. Debitirao je na prvom mjestu ljestvice Billboard 200 i tako postao njegov treći album zaredom kojemu je to pošlo za rukom; bio je prodan u više od 270.000 primjeraka u prvom tjednu objave. U prvom se tjednu objave našao i na vrhu pet drugih nacionalnih ljestvica albuma.

## Pozadina

### Skladanje pjesama
Tool je 2006. godine objavio četvrti studijski album, 10,000 Days. Pojavio se na vrhu ljestvice Billboard 200 i mjesec dana kasnije postigao je platinastu nakladu jer je bio prodan u više od milijun primjeraka. Kako bi podržala album, skupina je otišla na ekstenzivnu turneju i 2007. godine održala više od 200 koncerata. Nakon toga frontmen Maynard James Keenan izjavio je da predviđa da će se Tool raspasti u bliskoj budućnosti i da se odlučio posvetiti svojemu sporednom projektu, Pusciferu. Međutim, početkom 2008. godine, na 50. dodjeli nagrada Grammy, Keenan je MTV-ju rekao da će grupa "odmah" početi skladati novi materijal za peti studijski album.
Sastav nekoliko godina nije davao nikakve novosti; samo je Toolova web-stranica izvijestila da gitarist Adam Jones, basist Justin Chancellor i bubnjar Danny Carey rade na instrumentalnom materijalu, a da se Keenan usredotočio na Puscifer. Pristup skladanju novog albuma bio je dosljedan s dotadašnjom praksom članova skupine; Keenan je čekao da instrumentali budu dovršeni kako bi mogao skladati vokalne dionice i napisati stihove. Godine 2012. web-stranica sastava ponovo je bila ažurirana; uređivač je napisao da je čuo instrumentalni materijal koji "zvuči kao Tool…Dio glazbe podsjeća na ranije Toolove stvari, a ostale zvuče dosta napredno" i da pretpostavlja da je album napola gotov.
Vanjski su problemi usporili rad na albumu tijekom idućih nekoliko godina. Godine 2013. dvije su odvojene skuterske nesreće ozlijedile dva člana grupe, zbog čega je devet dana "neobavezne svirke" bilo izgubljeno. Carey je kasnije izjavio da je on bio jedan od tih članova; zbog te mu je prometne nesreće puklo nekoliko rebara, a popratna bol dodatno je usporila snimanje. Keenan je razvoj albuma u to vrijeme opisao kulinarskim rječnikom: "Sad imamo mnoštvo ideja. Nema još pravih pjesama…Rezanci su i dalje u velikoj košari. Ima ih mnogo, ali još nema tanjura." Jones i Carey 2014. su godine otkrili da su i složeni legalni problemi i sudske parnice koji su proizašli iz spora iz 2007. godine dodatno usporavali proces. Problemi su nastali kad je njihov prijatelj započeo pravni postupak protiv nje jer je tvrdio da je zaslužan za ilustracije kojim se grupa služila, no stvar se pogoršala nakon što je umiješano osiguravajuće društvo tužilo sastav zbog tehnikalija, što je dovelo do toga da je Tool zauzvrat tužio osiguravajuće društvo. Stalne pravne bitke i odgode, kao i ostale životne obaveze, skupini su ograničile vrijeme za rad na novoj glazbi, a njezinim članovima isisale motiviranost i kreativnost. U to je vrijeme Carey izjavio da je samo jedna pjesma "uglavnom dovršena", a u pitanju je bila neimenovana desetominutna skladba. Jones je 2015. godine najavio da su legalni problemi riješeni.
Prema Keenanovim riječima rad na albumu nastavio se tijekom 2015. godine, ali "sporo". Jones je izjavio da je grupa radila na 20 različitih pjesama. Skupina je otišla na turneju i premijerno odsvirala novu skladbu, "Descending", u prema Jonesovim riječima kraćem i nedovršenom obliku. Jones je dodao i da su instrumentalne dionice bile dovršene i predane Keenanu kako bi mogao obaviti svoj dio posla, ali se ustručavao proglasiti bilo koji dio materijala "potpuno gotovim". Iako je početkom 2016. godine uređivač web-stranice sastava komentirao da grupa mora još samo poraditi na nekoliko kraćih pjesama i interludija, krajem je godine Chancellor izjavio da "i dalje sklada”. Objasnio je da su glavne teme i labavi "kostur" bili uspostavljeni, ali da Jones, Carey i on sam stalno stvaraju i prerađuju instrumentalne dionice. Rad na albumu trajao je i cijele 2017. godine. Tad je Carey pretpostavio da će dovršiti uradak i objaviti ga sredinom 2018., no Keenan se suprotstavio tim tvrdnjama i izjavio da će vjerojatno biti potrebno više vremena od toga. Jones, Chancellor i Carey nastavili su raditi na uratku, a Keenan se krajem 2017. vratio A Perfect Circleu kako bi opet surađivao s Billyjem Howerdelom te početkom 2018. godine snimio i objavio četvrti studijski album, Eat the Elephant. Tijekom veljače 2018. Keenan je najavio da su mu kolege iz skupine nekoliko mjeseca prije poslali nedorađene glazbene instrumentale uz natpis "FINAL" za sve osim jedne skladbe na albumu i da je otad počeo pisati stihove i vokalne dionice.
Osvrnuvši se na prošlost Keenan se prisjetio toga da su se članovi sastava stalno preispitivali i da je to bio razlog za to što je rad na albumu toliko dugo trajao; vjerovao je da bi inačica albuma na kojoj je Tool radio osam godina ranije, 2011. godine, također bila "fantastična". Chancellor je istaknuo da je jedan od mnogih gitarističkih rifova na pjesmi “7empest” utemeljen na Jonesovim glazbenim idejama iz sredine 1990-ih. Grupa je pokušala uvrstiti taj rif u 10,000 Days, ali bez uspjeha. Carey je dodao da nije bilo nedovršenih pjesama koje se nisu pojavile na uratku, ali da ima mnogo djelomičnih gitarističkih rifova i neobaveznih svirki koje se nisu pojavile na njemu.

### Snimanje
Tool je 10. ožujka 2018. godine ušao u studio kako bi počeo snimati s Joeom Barresijem, s kojim je radio na 10,000 Daysu. Dana 11. svibnja stigla je vijest da su sve bubnjarske dionice snimljene. U rujnu te godine Keenan je izjavio da je snimio privremene vokalne dionice, ali da još nije počeo snimati one stalne. Keenan je snimio vokalne dionice tijekom berbe grožđa 2018. godine u njegovoj vinariji Caduceus Cellars, zbog čega je sate snimanja morao prilagoditi vinarstvu. Barresi i inženjer zvuka Mat Mitchell putovali su do njegove kuće u Arizoni kako bi ga mogli snimiti. U siječnju 2019. Keenan je izvijestio da je "nekoliko mjeseci ranije" snimio posljednje vokalne dionice, ali da će uratku i dalje biti potrebno još neko vrijeme za miksanje. Istog je mjeseca Carey komentirao da Tool namjerava objaviti album u travnju 2019. godine, no Keenan mu se suprotstavio, rekao da to nije izvedivo i izjavio da je vjerojatnije da će biti objavljen između svibnja i srpnja. Grupa je u ožujku 2019. bila u studiju s Bobom Ludwigom; Ludwig je masterirao i 10,000 Days.

## Glazbeni stil i teme
Uradak se sastoji od sedam pjesama i traje tek nešto manje od 80 minuta, što je najduže trajanje CD-ova. Digitalna inačica albuma sadrži i tri kraća interludija koja su potekla iz Careyjeva odbačena plana da album bude jedna dugačka pjesma. Jones i Carey opisali su skladbe dugačkima, ali da svaka od njih sadrži više stavaka. Koncept broja sedam često se pojavljuje na albumu u glazbenom i konceptualnom smislu; Chancellor i Jones skladali su gitarističke rifove u neobičnim taktovima povezanim s brojem sedam, a i sam je Keenan osmišljavao ideje vezane uz broj sedam. Budući glazbeni spotovi također će se oslanjati na tu temu. Album se također bavi temom "postajanja starijim i mudrijim". Keenan je objasnio da uradak govori o "prigrljivanju mjesta na kojem se nalazimo, kao i shvaćanju odakle smo došli i kroz kakve smo stvari prošli". Keenan je također spomenuo da je za razumijevanje albuma potrebno strpljenje i mnogostruka slušanja te ga je usporedio s filmom čija se radnja sporo razvija. Jones je izjavio da je u mnogočemu drugačiji od prethodnog albuma 10,000 Daysa. Glazbeni recenzenti i novinari uradak su smjestili u žanrove progresivnog rocka, progresivnog metala i alternativnog metala.

## Objava
Uradak su 30. kolovoza 2019. objavila Toolova vlastita diskografska kuća Tool Dissectional, Volcano Entertainment i RCA Records. Prije objave grupa je u svibnju 2019. otišla na sjevernoameričku turneju. U ožujku je te godine stigla vijest da Jones radi na ilustracijama za album, što je uglavnom jedan od posljednjih koraka u procesu rada na albumu. Tool je prije objave uratka otišao na turneju u svibnju te godine, a započeo ju je koncertom kao glavni izvođač na festivalu Welcome to Rockville, gdje je premijerno izveo dvije nove pjesme, "Descending" i "Invincible". Naziv albuma bio je najavljen 29. srpnja 2019. godine. Katalog skupine 2. je kolovoza 2019. radi promidžbe albuma bio dodan platformama za internetski prijenos i preuzimanje pjesama. Tool je dotad bio jedan od nekolicine većih izvođača koji je odbio uvrstiti svoje pjesme na takve platforme. Naslovnicu albuma, otkrivenu 5. kolovoza na internetu, izradio je Alex Grey, koji je zaslužan i za naslovnice na prethodnim dvama albumima. Uvodna skladba i prvi singl s uratka, također nazvana “Fear Inoculum”, bila je objavljena 7. kolovoza. Pjesma se pojavila na 93. mjestu ljestvice Billboard Hot 100 i sa svojih je 10 minuta i 21 sekundom trajanja postala najdulja pjesma koja se ikad pojavila na toj ljestvici.

## Omot i ilustracije
Deluxe inačica albuma, koju se moglo prednaručiti istog dana kad i digitalnu inačicu uratka, sadrži i četveroinčni HD zaslon (s izvornim videomaterijalom), zvučnik od dva vata (koji reproducira dodatnu pjesmu pod imenom "Recusant Ad Infinitum") i knjižicu od 36 stranica. Tu je verziju uratka prodavao i izdavač skupine za europsko tržište, Napalm Records.

## Recenzije
Fear Inoculum dobio je pozitivne kritike. Na web-stranici Metacritic, koja uzima ocjene kritičara iz glavne struje, računa njihov prosjek i prema njemu uratku daje ocjenu od 0 do 100 bodova, ocjena uratka iznosi 81, što označava "sveopće priznanje", na temelju 23 recenzije. NME je Fear Inoculumu dodijelio najvišu ocjenu te je istaknuo Keenanov rad kao "vjerojatno najbolju kolekciju vokalnih dionica koje je pjevač Keenan ikad snimio na vrpcu; mnogi stihovi koji izlaze iz pjevačevih ustiju sličniji su slađem pjevušenju kojim se služio u A Perfect Circleu nego grubom režanju iz prošlosti". Dodao je da se uradak "isplatilo čekati". The Boston Globe složio se s tim mišljenjem i pohvalio je uradak zbog toga što je "osamdesetminutni grozničavi san progresivnog metala koji dokazuje da se skupina vratila i da je bolja nego ikada prije". The Atlantic je pohvalio album zbog toga što je jednako dobar kao i prethodni uradci; opisao ga je "preciznim i razarajućim kao i uvijek" te je dodao da sadrži "gotovo neshvatljivu količinu te Toolove atmosfere". Časopis Spin pozitivno je ocijenio uradak i pohvalio ga zbog toga što "nesmanjenom znatiželjom i vještinama nastavlja zamagljivati granice među umjetnosti, psihodelije, alternativnog metala i progresivnog rocka", a da istovremeno "ostaje potpuno oprečan svijetu u kojemu danas živimo, svijetu kojim vlada auto-tune i digitalnost".
Loudersound (nekoć Metal Hammer) pohvalio je gustoću i slojevitost zvuka na albumu te je kao vrhunce albuma izdvojio Keenanovu "veličanstvenost" i "osjećajne" vokalne dionice, ali i najžešću skladbu, "7empest". Wall of Sound i Loudwire također su naveli tu pjesmu kao jednu od najboljih u karijeri skupine; potonji je internetski časopis zaključio da na cijelom uratku grupa "nije baš promijenila pravila igre, ali je oplemenila sve ono što je čini tako posebnom". AllMusic je napomenuo da sva četiri člana sastava zvuče kao da su na vrhuncu karijere. Časopis Clash izjavio je da je uradak dobra polazna točka za nove obožavatelje ako će strpljivo slušati dugačke pjesme koje se nalaze na njemu, koje je pohvalio, ali je priznao da ne slijedi glazbene trendove. "7empest" je naknadno bila nominirana za nagradu Grammy u kategoriji najbolje metal izvedbe.
Međutim, nisu svi kritičari pozitivno ocijenili uradak. Pitchfork je izjavio: "[Na ovom albumu] dobijete ono što i očekujete od albuma koji je nastajao više od desetljeća: zreliju, katkad uzbudljivu kolekciju pjesama; čini se da se podjednako previše radilo na njoj i da nije dovoljno razrađena ... Teško je raščlaniti koji su izbori ovdje mudri a koji otrcani."

### Komercijalni uspjeh
Uradak je debitirao na vrhu ljestvice Billboard 200. Bio je prodan u 270.000 primjeraka i postao treći Toolov album koji se našao na prvom mjestu američke ljestvice. U Ujedinjenom Kraljevstvu Fear Inoculum debitirao je na četvrtom mjestu tamošnje ljestvice albuma; taj je tjedan prvo mjesto zauzeo Norman Fucking Rockwell! glazbenice Lane Del Rey.

## Popis pjesama
Tekstovi: Maynard James Keenan, glazba: Adam Jones, Danny Carey, Maynard James Keenan i Justin Chancellor.
| Fizičko izdanje | Fizičko izdanje                      | Fizičko izdanje | Fizičko izdanje | Fizičko izdanje | Fizičko izdanje | Fizičko izdanje | Fizičko izdanje | Fizičko izdanje | Fizičko izdanje |
| Br.             | Skladba                              | Trajanje        |                 |                 |                 |                 |                 |                 |                 |
| --------------- | ------------------------------------ | --------------- | --------------- | --------------- | --------------- | --------------- | --------------- | --------------- | --------------- |
| 1.              | »Fear Inoculum«                      | 10:20           |                 |                 |                 |                 |                 |                 |                 |
| 2.              | »Pneuma«                             | 11:53           |                 |                 |                 |                 |                 |                 |                 |
| 3.              | »Invincible«                         | 12:44           |                 |                 |                 |                 |                 |                 |                 |
| 4.              | »Descending«                         | 13:37           |                 |                 |                 |                 |                 |                 |                 |
| 5.              | »Culling Voices«                     | 10:05           |                 |                 |                 |                 |                 |                 |                 |
| 6.              | »Chocolate Chip Trip« (instrumental) | 4:48            |                 |                 |                 |                 |                 |                 |                 |
| 7.              | »7empest«                            | 15:43           |                 |                 |                 |                 |                 |                 |                 |
| 79:10           |                                      |                 |                 |                 |                 |                 |                 |                 |                 |

| Digitalno izdanje | Digitalno izdanje                                               | Digitalno izdanje | Digitalno izdanje | Digitalno izdanje | Digitalno izdanje | Digitalno izdanje | Digitalno izdanje | Digitalno izdanje | Digitalno izdanje |
| Br.               | Skladba                                                         | Trajanje          |                   |                   |                   |                   |                   |                   |                   |
| ----------------- | --------------------------------------------------------------- | ----------------- | ----------------- | ----------------- | ----------------- | ----------------- | ----------------- | ----------------- | ----------------- |
| 1.                | »Fear Inoculum«                                                 | 10:20             |                   |                   |                   |                   |                   |                   |                   |
| 2.                | »Pneuma«                                                        | 11:53             |                   |                   |                   |                   |                   |                   |                   |
| 3.                | »Litanie contre la peur« (instrumental; Litanija protiv straha) | 2:14              |                   |                   |                   |                   |                   |                   |                   |
| 4.                | »Invincible«                                                    | 12:44             |                   |                   |                   |                   |                   |                   |                   |
| 5.                | »Legion Inoculant« (instrumental)                               | 3:09              |                   |                   |                   |                   |                   |                   |                   |
| 6.                | »Descending«                                                    | 13:37             |                   |                   |                   |                   |                   |                   |                   |
| 7.                | »Culling Voices«                                                | 10:05             |                   |                   |                   |                   |                   |                   |                   |
| 8.                | »Chocolate Chip Trip« (instrumental)                            | 4:48              |                   |                   |                   |                   |                   |                   |                   |
| 9.                | »7empest«                                                       | 15:43             |                   |                   |                   |                   |                   |                   |                   |
| 10.               | »Mockingbeat« (instrumental)                                    | 2:05              |                   |                   |                   |                   |                   |                   |                   |
| 86:38             |                                                                 |                   |                   |                   |                   |                   |                   |                   |                   |

## Zasluge
| Tool - Danny Carey – bubnjevi, sintesajzer - Justin Chancellor – bas-gitara - Adam Jones – gitara, umjetnički direktor - Maynard James Keenan – vokali Dodatni glazbenici - Lustmord – zvučni efekti valova i vode | Ostalo osoblje - "Evil" Joe Barresi – miksanje, tonska obrada - Bob Ludwig – mastering - Jun Murakawa – asistent pri tonskoj obradi - Morgan Stratton – asistent pri tonskoj obradi - Kevin Mills – asistent pri tonskoj obradi - Garret Lubow – asistent pri tonskoj obradi - Wesley Seidman – asistent pri tonskoj obradi - Scott Moore – asistent pri tonskoj obradi - Greg Foeller – asistent pri tonskoj obradi - Dan Druff – tonska obrada (gitare) - Tim Dawson – tonska obrada (gitare) - Scott Dachroaden – tonska obrada (gitare) - Pete Lewis – tonska obrada (gitare) - Sascha Dunable – tonska obrada (gitare) - Bruce Jacoby – tonska obrada (bubnjeva) - Jon Nicholson – tonska obrada (bubnjeva) - Joe Slaby – tonska obrada (bubnjeva) - Junior Kittlitz – tonska obrada (bubnjeva) - Mat Mitchel – dodatno snimanje - Tim Dawson – dodatno snimanje - Andrew Means – dodatno snimanje - Alex Grey – naslovnica, ilustracije - Mackie Osborne – dizajn, omot albuma - Joyce Su – dodatne ilustracije, vizualni efekti, dizajn - Matthew Santoro – CGI - Ryan Tottle – vizualni efekti - Dominic Hailstone – vizualni efekti - Sean Cheetham – portreti članova Toola - Kristin Burns – fotografija - Alex Landeen – fotografija - Travis Shinn – fotografija - Lee Young – fotografija - Ann Chien – fotografija |

## Ljestvice
| Ljestvica (2019.)                   | Najviša Pozicija |
| ----------------------------------- | ---------------- |
| Australija                          | 1                |
| Austrija                            | 3                |
| Belgija (Flandrija)                 | 1                |
| Belgija (Valonija)                  | 4                |
| Češka                               | 17               |
| Danska                              | 4                |
| Finska                              | 2                |
| Francuska                           | 9                |
| Grčka                               | 10               |
| Irska                               | 4                |
| Italija                             | 2                |
| Japan (Hot Albums; Billboard Japan) | 29               |
| Japan (Oricon)                      | 44               |
| Kanada                              | 1                |
| Litva                               | 8                |
| Mađarska                            | 5                |
| Nizozemska                          | 3                |
| Novi Zeland                         | 1                |
| Norveška                            | 1                |
| Njemačka                            | 2                |
| Poljska                             | 6                |
| SAD (Billboard 200)                 | 1                |
| Škotska                             | 2                |
| Španjolska                          | 3                |
| Švedska                             | 7                |
| Švicarska                           | 2                |
| Ujedinjeno Kraljevstvo              | 4                |